# اولیاقلی یگانه
اولیاقلی یگانه (زادهٔ ۱۲۹۵ روستای خیرآباد، درگز — درگذشتهٔ ۱۳۵۸) معروف به (اولیا قلی بخشی) نوازندهٔ دوتار بود. از آنجا که محل زندگی او در مرز میان ایران و ترکمنستان قرار دارد، سبک موسیقی او نیز به موسیقی ترکمنی نزدیک است. در ایران و ترکمنستان، اولیا قلی یگانه به عنوان یکی از بزرگان دوتارنوازی شهرت دارد. از او چند اثر صوتی به جا مانده‌است.
فرزند او، براتعلی یگانه نیز نوازنده و مدرس دوتار است و مانند پدرش با دوتار ابریشمی می‌نوازد. او در کنار نوازندگی داستان‌های ترکی و ترکمنی را نیز در مجالس بخشی‌گری می‌کند.